# Centro Universitario de Merlo
El Centro Universitario de Merlo fue una sede del Ciclo Básico Común de la Universidad de Buenos Aires que funcionó en la ciudad de Merlo entre los años 1994 y 2008, siendo reemplazado por el Centro Universitario Moreno.

## Ubicación
Su edificio se encontraba en la intersección de la Av. Balbín y la calle Córdoba de la ciudad de Merlo, provincia de Buenos Aires, Argentina. 

## Características
La Universidad de Buenos Aires posee 15 sedes del Ciclo Básico Común, siendo Merlo, la única en su tipo que funcionaba en la zona oeste del Gran Buenos Aires.
En ella concurrían 3.200 alumnos y 100 profesores.
Las instalaciones eran extremadamente básicas y sencillas, no obstante, por allí pasaban miles de alumnos y decenas de docentes cada día. Contaba con un departamento de alumnos, departamento de docentes, una tesorería y 7 aulas, en las que se cursaban 15 de las materias del Ciclo Básico Común.

## Conflicto y cierre
El 27 de marzo de 2008 las autoridades del municipio de Merlo a cargo del intendente Raúl Othacehé confirmaron el traslado de la sede hacia la ciudad de Moreno, al rescindir el contrato que la municipalidad mantenía con la Universidad de Buenos Aires. Esto motivó el malestar de docentes y alumnos que fueron comunicados de esta decisión el mismo día del inicio del ciclo lectivo, lo que generó protestas en el edificio.
Por su parte, la Universidad de Buenos Aires notificó que el cierre de la sede se debe únicamente a una decisión municipal, ya que no cumplió con los términos formales del acuerdo y que por lo tanto fue una medida unilateral y sorpresiva. A su vez se abrió un formulario para aquellos alumnos que deseen reubicarse en otras sedes.
El 31 de marzo de 2008 un grupo de padres, docentes y estudiantes que mantenían ocupada la sede del CBC de Merlo marcharon desde Plaza Houssay hasta el Ministerio de Educación ante la decisión del cierre del establecimiento generando entre otras acciones que el Consejo Superior de la Universidad de Buenos Aires dicte la resolución 3830 "que garantiza la normalización y continuidad de las clases y compromete la existencia de una sede de la UBA en el oeste del Gran Buenos Aires" logrando que se reabra la sede Merlo con la nombrando para su coordinación al Subsecretario Profesor Emilio Boragina y al Profesor Ezequiel Asurmendi.

El 13 de junio de 2008 la Universidad de Buenos Aires firmó un convenio con la Municipalidad de Moreno para que la sede de Merlo se trasladara a la vecina ciudad de Moreno, el Centro Universitario Moreno (Cenum), en Bartolomé Mitre 1891. Las clases comenzaron a dictarse en la nueve sede desde el primer cuatrimestre de 2009. 
 Como consecuencia del conflicto el director del Ciclo Básico Común, Eduardo Laplagne presentó su renuncia el 23 de septiembre de 2008, renuncia pedida por el rector de la UBA Rubén Hallú, quien cuestionó el desempeño de Laplagne en el conflicto.
Actualmente la Sede 28, Centro Universitario Regional Moreno, funciona en las instalaciones del Instituto Superior de Formación Técnica N° 179 "Dr. Carlos Pellegrini" el la calle Salvador Piovano 515 de la localidad de Moreno.